# 1812-km-Rennen von Katar 2025

Streckenlayout des Losail International Circuit

Das 1812-km-Rennen von Katar 2025, auch Qatar Airways Qatar 1812 km, fand am 28. Februar auf dem Losail International Circuit statt und war der erste Wertungslauf der FIA-Langstrecken-Weltmeisterschaft dieses Jahres.

## Das Rennen
Das erste der Rennen der Rennsaison 2025 brachte einige Veränderungen im Teilnehmerfeld. Da Lamborghini die Vorgabe eines Zwei-Wagen-Teams in der Hypercar-Klasse nicht erfüllen konnte, war der SC63 in der Weltmeisterschaft nicht mehr am Start. Durch den Rückzug von Lamborghini verloren auch die Huracán GT3 Evo 2 ihre Startplätze in der GT3-Klasse. Iron Lynx wechselte daraufhin die Marke und setzte zwei Mercedes-AMG GT3 ein. Bei den Hypercars gab der Aston Martin Valkyrie AMR-LMH sein Renndebüt.
Von Beginn an dominierten die drei Ferrari 499P das Rennen. Von der Balance of Performance günstig eingestuft, waren die mit geringem Mehrgewicht fahrenden Ferrari für die Konkurrenz zu schnell. Auf der anderen Seite hatten die Porsche 963 und Toyota GR010 Hybrid mit massivem Mehrgewicht zu kämpfen, das vor allem bei Porsche zu einem wenig erfolgreichen Rennen führte. Während der bestplatzierte Toyota immerhin den fünften Gesamtrang erreichte und den Rückstand auf den siegreichen Ferrari von Antonio Fuoco/Miguel Molina/Nicklas Nielsen in Grenzen halten konnte, kam der beste Porsche nicht über den zehnten Rang hinaus. Sich selbst schadeten die beiden Cadillac V-Series.R. Nach einer Safety-Car-Phase lagen sie an den ersten beiden Position, als Alex Lynn noch vor der Rennfreigabe seinem Teamkollegen Jenson Button ins Heck fuhr.

## Ergebnisse

### Schlussklassement
| 1               | LMH   | 50  | Ferrari AF Corse          | Antonio Fuoco Miguel Molina Nicklas Nielsen           | Ferrari 499P                     | 318 |
| 2               | LMH   | 83  | AF Corse                  | Philip Hanson Robert Kubica Ye Yifei                  | Ferrari 499P                     | 318 |
| 3               | LMH   | 51  | Ferrari AF Corse          | James Calado Antonio Giovinazzi Alessandro Pier Guidi | Ferrari 499P                     | 318 |
| 4               | LMH   | 15  | BMW M Team WRT            | Kevin Magnussen Raffaele Marciello Dries Vanthoor     | BMW M Hybrid V8                  | 318 |
| 5               | LMH   | 8   | Toyota Gazoo Racing       | Sébastien Buemi Brendon Hartley Ryō Hirakawa          | Toyota GR010 Hybrid              | 318 |
| 6               | LMH   | 7   | Toyota Gazoo Racing       | Mike Conway Kamui Kobayashi Nyck de Vries             | Toyota GR010 Hybrid              | 318 |
| 7               | LMH   | 20  | BMW M Team WRT            | Robin Frijns René Rast Sheldon van der Linde          | BMW M Hybrid V8                  | 318 |
| 8               | LMH   | 12  | Cadillac Hertz Team Jota  | Alex Lynn Norman Nato Will Stevens                    | Cadillac V-Series.R              | 318 |
| 9               | LMH   | 93  | Peugeot TotalEnergies     | Mikkel Jensen Paul di Resta Jean-Éric Vergne          | Peugeot 9X8 2024                 | 318 |
| 10              | LMH   | 5   | Porsche Penske Motorsport | Julien Andlauer Michael Christensen Mathieu Jaminet   | Porsche 963                      | 317 |
| 11              | LMH   | 6   | Porsche Penske Motorsport | Matt Campbell Kévin Estre Laurens Vanthoor            | Porsche 963                      | 317 |
| 12              | LMH   | 94  | Peugeot TotalEnergies     | Loïc Duval Malthe Jakobsen Stoffel Vandoorne          | Peugeot 9X8 2024                 | 317 |
| 13              | LMH   | 36  | Alpine Endurance Team     | Jules Gounon Frédéric Makowiecki Mick Schumacher      | Alpine A424                      | 317 |
| 14              | LMH   | 35  | Alpine Endurance Team     | Paul-Loup Chatin Ferdinand Habsburg Charles Milesi    | Alpine A424                      | 317 |
| 15              | LMH   | 99  | Proton Competition        | Neel Jani Nico Pino Nicolás Varrone                   | Porsche 963                      | 314 |
| 16              | LMH   | 38  | Cadillac Hertz Team Jota  | Earl Bamber Sébastien Bourdais Jenson Button          | Cadillac V-Series.R              | 307 |
| 17              | LMH   | 009 | Aston Martin THOR Team    | Roman De Angelis Alex Riberas Marco Sørensen          | Aston Martin Valkyrie AMR-LMH    | 295 |
| 18              | LMGT3 | 33  | TF Sport                  | Jonny Edgar Daniel Juncadella Ben Keating             | Chevrolet Corvette Z06 GT3.R     | 287 |
| 19              | LMGT3 | 59  | United Autosports         | Sébastien Baud James Cottingham Grégoire Saucy        | McLaren 720S GT3 Evo             | 287 |
| 20              | LMGT3 | 31  | The Bend Team WRT         | ---- Timur Boguslavskiy Augusto Farfus Yasser Shahin  | BMW M4 GT3                       | 286 |
| 21              | LMGT3 | 78  | Akkodis ASP Team          | Ben Barnicoat Finn Gehrsitz Arnold Robin              | Lexus RC F GT3                   | 286 |
| 22              | LMGT3 | 21  | Vista AF Corse            | François Hériau Simon Mann Alessio Rovera             | Ferrari 296 GT3                  | 286 |
| 23              | LMGT3 | 27  | Heart of Racing Team      | Mattia Drudi Ian James Zacharie Robichon              | Aston Martin Vantage AMR GT3 Evo | 286 |
| 24              | LMGT3 | 95  | United Autosports         | Sean Gelael Darren Leung Marino Satō                  | McLaren 720S GT3 Evo             | 286 |
| 25              | LMGT3 | 54  | Vista AF Corse            | Francesco Castellacci Thomas Flohr Davide Rigon       | Ferrari 296 GT3                  | 285 |
| 26              | LMGT3 | 10  | Racing Spirit of Léman    | Eduardo Barrichello Derek DeBoer Valentin Hasse-Clot  | Aston Martin Vantage AMR GT3 Evo | 285 |
| 27              | LMGT3 | 88  | Proton Competition        | Stefano Gattuso Giammarco Levorato Dennis Olsen       | Ford Mustang GT3                 | 285 |
| 28              | LMGT3 | 46  | Team WRT                  | Ahmad Al Harthy Valentino Rossi Kelvin van der Linde  | BMW M4 GT3                       | 284 |
| 29              | LMGT3 | 92  | Manthey 1st Phorm         | Ryan Hardwick Richard Lietz Riccardo Pera             | Porsche 911 GT3 R LMGT3          | 284 |
| 30              | LMGT3 | 85  | Iron Dames                | Rahel Frey Michelle Gatting Célia Martin              | Porsche 911 GT3 R LMGT3          | 282 |
| Nicht klassiert |       |     |                           |                                                       |                                  |     |
| 31              | LMGT3 | 60  | Iron Lynx                 | Matteo Cairoli Matteo Cressoni Claudio Schiavoni      | Mercedes-AMG GT3 Evo             | 194 |
| Ausgefallen     |       |     |                           |                                                       |                                  |     |
| 32              | LMH   | 007 | Aston Martin THOR Team    | Tom Gamble Ross Gunn Harry Tincknell                  | Aston Martin Valkyrie AMR-LMH    | 181 |
| 33              | LMGT3 | 77  | Proton Competition        | Ben Barker Bernardo Sousa Ben Tuck                    | Ford Mustang GT3                 | 148 |
| 34              | LMGT3 | 61  | Iron Lynx                 | Lin Hodenius Maxime Martin Christian Ried             | Mercedes-AMG GT3 Evo             | 59  |
| 35              | LMGT3 | 81  | TF Sport                  | Rui Andrade Charlie Eastwood Tom van Rompuy           | Chevrolet Corvette Z06 GT3.R     | 27  |
| 36              | LMGT3 | 87  | Akkodis ASP Team          | José María López Clemens Schmid Răzvan Umbrărescu     | Lexus RC F GT3                   | 15  |

### Nur in der Meldeliste
Zu diesem Rennen sind keine weiteren Meldungen bekannt.

### Klassensieger
| Klasse | Fahrer        | Fahrer            | Fahrer          | Fahrzeug                     | Platzierung im Gesamtklassement |
| ------ | ------------- | ----------------- | --------------- | ---------------------------- | ------------------------------- |
| LMH    | Antonio Fuoco | Miguel Molina     | Nicklas Nielsen | Ferrari 499P                 | Gesamtsieg                      |
| LMGT3  | Jonny Edgar   | Daniel Juncadella | Ben Keating     | Chevrolet Corvette Z06 GT3.R | Rang 18                         |

### Hypercar-Balance-of-Performance
| Fahrzeug                            | Mindestgewicht | Max. Leistung | Max. Energiemenge pro Stint | Leistungsänderung ab 250 km/h | Hybridboost ab | Handicap Nachtanken |
| ----------------------------------- | -------------- | ------------- | --------------------------- | ----------------------------- | -------------- | ------------------- |
| Cadillac V-Series.R (LMDh)          | 1030 kg (- 8)  | 503 kW (- 14) | 899 Megajoule (- 7)         | + 3,4 % (+ 2,8)               | –              | –                   |
| Ferrari 499P (LMH)                  | 1037 kg (- 16) | 501 kW (- 9)  | 897 Megajoule (- 13)        | + 1,2 % (+ 0,3)               | 190 km/h       | 1,2 Sekunden        |
| Peugeot 9X8 2024 (LMH)              | 1031 kg        | 520 kW        | 909 Megajoule (+ 6)         | - 5,2 %                       | 190 km/h       | 1,2 Sekunden        |
| Porsche 963 (LMDh)                  | 1064 kg (+ 8)  | 506 kW (- 6)  | 909 Megajoule (- 2)         | + 1,0 % (- 0,5)               | –              | 1 Sekunde           |
| Toyota GR010 Hybrid (LMH)           | 1064 kg (- 1)  | 503 kW (+ 4)  | 909 Megajoule (+ 1)         | + 3,4 % (- 0,8)               | 190 km/h       | 1,2 Sekunden        |
| BMW M Hybrid V8 (LMDh)              | 1037 kg (+ 1)  | 506 kW (- 8)  | 902 Megajoule (- 3)         | + 0,8 % (+ 2,6)               | –              | –                   |
| Alpine A424 (LMDh)                  | 1044 kg (- 2)  | 508 kW (- 9)  | 903 Megajoule (- 4)         | - 2,6 % (+ 1.7)               | –              | –                   |
| Aston Martin Valkyrie AMR-LMH (LMH) | 1042 kg        | 504 kW        | 899 Megajoule               | - 0,4 %                       | –              | –                   |

### Renndaten
- Gemeldet: 36
- Gestartet: 36
- Gewertet: 30
- Rennklassen: 2
- Zuschauer: unbekannt
- Wetter am Rennwochenende: warm und trocken
- Streckenlänge: 5,419 km
- Fahrzeit des Siegerteams: 10:01:39,098 Stunden
- Runden des Siegerteams: 318
- Distanz des Siegerteams: 1271,820 km
- Siegerschnitt: unbekannt
- Pole Position: Antonio Giovinazzi – Ferrari 499P (#51) – 1:38,359 = 198,300 km/h
- Schnellste Rennrunde: unbekannt
- Rennserie: 1. Lauf zur FIA-Langstrecken-Weltmeisterschaft 2025